# CSI (franquicia)
CSI fue una franquicia de medios de los programas de televisión estadounidense creados por Anthony E. Zuiker y exhibidos en la cadena CBS, que trata de científicos forenses que dan a conocer las circunstancias de misteriosas muertes y de delitos cometidos por criminales de la ciudad. La franquicia CSI concluyó en 2016, tras más de 15 años de duración, debido a sus bajas audiencias. Durante el tiempo de emisión de las 4 series que conforman la franquicia, se transmitieron 797 episodios en 36 temporadas. Además, existen 7 videojuegos.

## Descripción general
Como el show es exhibido en más de 200 países con una audiencia de 2 mil millones de personas varios spin-offs se han desarrollado para atender el mercado, incluyendo novelas, cómics y videojuegos.
La franquicia ha tenido un gran impacto cultural. Ha generado lo que se llama el "efecto CSI", en la que los jurados suelen tener expectativas poco razonables de la actividad forense de la vida real a causa de lo que han visto en CSI. Igualmente, la nueva popularidad encontrada de los dramas forenses en los shows de televisión ha dado lugar a un aumento en las solicitudes de cursos relacionados con la ciencia forense o de ciencia arqueológica en las solicitudes del Reino Unido hasta en un 30%. En cierto modo, la franquicia cubre también una necesidad cultural:
"Empezamos el 2000 y fue un éxito, pero realmente nuestros ratings se dispararon tras los atentados del 11 de septiembre", dijo Zuiker en un documental sobre el fenómeno CSI. "La gente estaba corriendo hacia nosotros por su comida. Había un sentido de justicia de CSI que ayudó a saber que había gente como nuestros personajes por ahí ayudando a resolver crímenes. Y, por supuesto, el 9/11 fue la escena del crimen más grande del mundo."
Sin embargo, el efecto CSI tiene un lado negativo, los criminales están frecuentemente ocultando pruebas que podrían ser utilizadas para encontrarlos.

## Series
| Serie                          | Temporada | Temporada | Episodios | Episodios | Emisión original         | Emisión original         | Estado  |
| Serie                          | Temporada | Temporada | Episodios | Episodios | Primera emisión          | Última emisión           | Estado  |
| ------------------------------ | --------- | --------- | --------- | --------- | ------------------------ | ------------------------ | ------- |
| CSI: Crime Scene Investigation |           | 1         | 23        | 23        | 6 de octubre de 2000     | 17 de mayo de 2001       | Lanzado |
| CSI: Crime Scene Investigation |           | 2         | 23        | 23        | 27 de septiembre de 2001 | 16 de mayo de 2002       | Lanzado |
| CSI: Crime Scene Investigation |           | 3         | 23        | 23        | 26 de septiembre de 2002 | 15 de mayo de 2003       | Lanzado |
| CSI: Crime Scene Investigation |           | 4         | 23        | 23        | 25 de septiembre de 2003 | 20 de mayo de 2004       | Lanzado |
| CSI: Crime Scene Investigation |           | 5         | 25        | 25        | 23 de septiembre de 2004 | 19 de mayo de 2005       | Lanzado |
| CSI: Crime Scene Investigation |           | 6         | 24        | 24        | 22 de septiembre de 2005 | 18 de mayo de 2006       | Lanzado |
| CSI: Crime Scene Investigation |           | 7         | 24        | 24        | 21 de septiembre de 2006 | 17 de mayo de 2007       | Lanzado |
| CSI: Crime Scene Investigation |           | 8         | 17        | 17        | 27 de septiembre de 2007 | 15 de mayo de 2008       | Lanzado |
| CSI: Crime Scene Investigation |           | 9         | 24        | 24        | 9 de octubre de 2008     | 14 de mayo de 2009       | Lanzado |
| CSI: Crime Scene Investigation |           | 10        | 23        | 23        | 24 de septiembre de 2009 | 20 de mayo de 2010       | Lanzado |
| CSI: Crime Scene Investigation |           | 11        | 22        | 22        | 23 de septiembre de 2010 | 12 de mayo de 2011       | Lanzado |
| CSI: Crime Scene Investigation |           | 12        | 22        | 22        | 21 de septiembre de 2011 | 9 de mayo de 2012        | Lanzado |
| CSI: Crime Scene Investigation |           | 13        | 22        | 22        | 26 de septiembre de 2012 | 15 de mayo de 2013       | Lanzado |
| CSI: Crime Scene Investigation |           | 14        | 22        | 22        | 25 de septiembre de 2013 | 7 de mayo de 2014        | Lanzado |
| CSI: Crime Scene Investigation |           | 15        | 18        | 18        | 28 de septiembre de 2014 | 15 de febrero de 2015    | Lanzado |
| CSI: Crime Scene Investigation |           | Final     | 2         | 2         | 27 de septiembre de 2015 | 27 de septiembre de 2015 | Lanzado |
| CSI: Miami                     |           | Piloto    | Piloto    | Piloto    | 9 de mayo de 2002        | 9 de mayo de 2002        | Lanzado |
| CSI: Miami                     |           | 1         | 24        | 24        | 23 de septiembre de 2002 | 19 de mayo de 2003       | Lanzado |
| CSI: Miami                     |           | 2         | 24        | 24        | 22 de septiembre de 2003 | 24 de mayo de 2004       | Lanzado |
| CSI: Miami                     |           | 3         | 24        | 24        | 20 de septiembre de 2004 | 23 de mayo de 2005       | Lanzado |
| CSI: Miami                     |           | 4         | 25        | 25        | 19 de septiembre de 2005 | 22 de mayo de 2006       | Lanzado |
| CSI: Miami                     |           | 5         | 24        | 24        | 18 de septiembre de 2006 | 14 de mayo de 2007       | Lanzado |
| CSI: Miami                     |           | 6         | 21        | 21        | 24 de septiembre de 2007 | 19 de mayo de 2008       | Lanzado |
| CSI: Miami                     |           | 7         | 25        | 25        | 22 de septiembre de 2008 | 18 de mayo de 2009       | Lanzado |
| CSI: Miami                     |           | 8         | 24        | 24        | 21 de septiembre de 2009 | 24 de mayo de 2010       | Lanzado |
| CSI: Miami                     |           | 9         | 22        | 22        | 3 de octubre de 2010     | 8 de mayo de 2011        | Lanzado |
| CSI: Miami                     |           | 10        | 19        | 19        | 25 de septiembre de 2011 | 8 de abril de 2012       | Lanzado |
| CSI: Nueva York                |           | Piloto    | Piloto    | Piloto    | 17 de mayo de 2004       | 17 de mayo de 2004       | Lanzado |
| CSI: Nueva York                |           | 1         | 23        | 23        | 22 de septiembre de 2004 | 18 de mayo de 2005       | Lanzado |
| CSI: Nueva York                |           | 2         | 24        | 24        | 28 de septiembre de 2005 | 17 de mayo de 2006       | Lanzado |
| CSI: Nueva York                |           | 3         | 24        | 24        | 20 de septiembre de 2006 | 16 de mayo de 2007       | Lanzado |
| CSI: Nueva York                |           | 4         | 21        | 21        | 26 de septiembre de 2007 | 21 de mayo de 2008       | Lanzado |
| CSI: Nueva York                |           | 5         | 25        | 25        | 24 de septiembre de 2008 | 14 de mayo de 2009       | Lanzado |
| CSI: Nueva York                |           | 6         | 23        | 23        | 23 de septiembre de 2009 | 26 de mayo de 2010       | Lanzado |
| CSI: Nueva York                |           | 7         | 22        | 22        | 24 de septiembre de 2010 | 13 de mayo de 2011       | Lanzado |
| CSI: Nueva York                |           | 8         | 18        | 18        | 23 de septiembre de 2011 | 11 de mayo de 2012       | Lanzado |
| CSI: Nueva York                |           | 9         | 17        | 17        | 21 de septiembre de 2012 | 22 de febrero de 2013    | Lanzado |
| CSI: Cyber                     |           | Intro     | 2         | 2         | 30 de abril de 2014      | 16 de noviembre de 2014  | Lanzado |
| CSI: Cyber                     |           | 1         | 13        | 13        | 4 de marzo de 2015       | 13 de mayo de 2015       | Lanzado |
| CSI: Cyber                     |           | 2         | 18        | 18        | 4 de octubre de 2015     | 13 de marzo de 2016      | Lanzado |

Hasta la actualidad se hicieron tres series, la segunda y la tercera puestas en marcha con un crossover/episodio piloto.
- CSI: Crime Scene Investigation (2000–2015, 15 temporadas)
  - Localización: Las Vegas, Nevada.
  - El reparto actual incluye a William Petersen como Gil Grissom, Laurence Fishburne como el Dr. Raymond Langston, Marg Helgenberger como Catherine Willows, George Eads como Nick Stokes, Jorja Fox como Sara Sidle, Eric Szmanda como Greg Sanders, Robert David Hall como el Dr. Al Robbins, Wallace Langham como David Hodges, David Berman como David Phillips y Paul Guilfoyle como el Capitán Jim Brass, Ted Danson como D.B. Russell, Elisabeth Shue como Julie Finlay y Elisabeth Harnois como Morgan Brody
  - Tema Principal: "Who Are You"

- CSI: Miami (2002–2012, 10 temporadas)
  - Localización: Miami, Florida.
  - El reparto actual incluye a David Caruso como Horatio Caine, Emily Procter como Calleigh Duquesne, Jonathan Togo como Ryan Wolfe, Rex Linn como Frank Tripp, Eva LaRue como Natalia Boa Vista, Omar Benson Miller como Walter Simmons, Eddie Cibrian como Jesse Cardoza y Adam Rodríguez como Eric Delko
  - CSI: Miami parte en el episodio de CSI: Crime Scene Investigation: "Cross Jurisdictions".
  - Tema Principal: "Won't Get Fooled Again"

- CSI: NY (2004–2013, 9 temporadas)
  - Localización: Nueva York.
  - El reparto actual incluye a Gary Sinise como Mac Taylor, Melina Kanakaredes como Stella Bonasera, Carmine Giovinazzo como Danny Messer, Anna Belknap como Lindsay Monroe, Robert Joy como Sid Hammerback, A.J. Buckley como Adam Ross, Hill Harper como Sheldon Hawkes y Eddie Cahill como Don Flack
  - CSI: NY parte en el episodio de CSI: Miami: "MIA/NYC NonStop".
  - Tema Principal: "Baba O'Riley"

- CSI: Cyber (2015–2016, 2 temporadas)
  - Localización: Quantico, Virginia
  - El reparto actual contiene a Patricia Arquette como la principal de esta nueva serie derivada de CSI: Crime Scene Investigation,el reparto también incluye a James Van Der Beek, Charley Koontz, Peter MacNicol, Bow Wow, Hayley Kiyoko, y en la temporada 2 a Ted Danson. No hablará sobre policía local y los delitos comunes, sino que será del FBI y su relación con los ciberdelitos.
  - CSI: Cyber parte en el episodio de CSI: Crime Scene Investigation: "Kitty".
  - Tema Principal: "I Can See for Miles"

### UniversoCSI
Los siguientes shows aparecieron junto al universo CSI:
- CSI: Crime Scene Investigation
- CSI: Miami
- Sin rastro
- Cold Case
- CSI: NY
- CSI: Cyber

### Crossovers
Es posible encontrar crossovers entre las series de CSI, así como con otros programas dentro de la misma línea creativa.
Entre series
- "Cross Jurisdictions", un episodio de CSI: Crime Scene Investigation (T2E22) y el episodio piloto de CSI: Miami.
- "MIA/NYC NonStop", un episodio de CSI: Miami (T2E23) y el episodio piloto de CSI: NY.
- Una historia de 2 partes comenzó en CSI: Miami ("Felony Flight", salido al aire el 7 de noviembre de 2005) (T4E07) y concluyó en CSI: NY ("Manhattan Manhunt") salido al aire el 9 de noviembre de 2005 (T2E07).
- CSI: Crime Scene Investigation cruzó una historia con CSI: Miami (por segunda vez) y con CSI: New York (por primera vez) en una historia de 3 partes. La trilogía comienza con Laurence Fishburne (Dr. Raymond Langston) en CSI: Miami, en el episodio "Bone Voyage" (T8E07), continúa en el episodio de CSI: New York "Hammer Down" (T6E07) y finaliza con "The Lost Girls", episodio de CSI: Crime Scene Investigation (T10E07). Los episodios salieron al aire el 9, 11 y 12 de noviembre del 2009 respectivamente.
- "Kitty", episodio de la decimocuarta temporada de CSI: Crime Scene Investigation (14x21), centrado en un cibercrimen, episodio piloto de la serie CSI: Cyber, salido al aire el 30 de abril de 2014.

Otros shows
Hay una serie de programas de policía en CBS (algunos producidos por Jerry Bruckheimer), que podrían cruzarse con el universo de ficción de CSI. En la actualidad, los crossover son:
- Cold Case y CSI: NY: Episodio "Cold Reveal" (salido al aire el 2 de mayo de 2007) (T3E22), aparece el Detective Scotty Valens (Danny Pino) de Cold Case, que también es producido por Jerry Bruckheimer.[4]

- Without a Trace y CSI (ambos producidos también por Jerry Bruckheimer) tuvieron un episodio crossover, "Who and What", salido al aire el 9 de noviembre de 2007 (T8E06). La primera parte tomó el horario de CSI, mientras que la segunda, "Where & why", salió al aire en el horario de Without a Trace (T6E06).

El 8 de mayo del 2008 salió al aire el episodio "Two And a Half Deaths", escrito por Chuck Lorre y Lee Aronsohn, los escritores de la serie de comedia Two and a Half Men. Guionistas de CSI por su parte, escribieron un episodio de Two and a Half Men, llamado "Fish In A Drawer". George Eads (Nick Stokes) fue el único actor en aparecer ambos episodios, pero con personajes diferentes. Las estrellas del show Two and a Half Men aparecieron brevemente en el episodio de CSI.

### Temas musicales
Los temas musicales de las cuatro series son de la banda inglesa The Who:
- "Who Are You" para CSI: Crime Scene Investigation.
- "Won't Get Fooled Again" para CSI: Miami.
- "Baba O'Riley" para CSI: NY.
- "I Can See for Miles" para CSI: Cyber

### Laboratorios
- El laboratorio de Las Vegas se ve tenue y oscuro, y aunque los equipos e infraestructura han cambiado, el laboratorio es prácticamente el mismo que en el episodio piloto. Está dirigido por la CSI Catherine Willows, con la ayuda de Nick Stokes. Gil Grissom era el jefe anterior. El director del laboratorio es Conrad Ecklie. La serie se enfoca en el equipo del turno de noche de Las Vegas.

- El laboratorio criminalista de Miami es el más moderno de todos, con paredes bastante inclinadas y con tecnología de punta. Inicialmente se parecía bastante al laboratorio de Las Vegas, pero su estilo y tecnología siempre ha superado a los demás. Fue rediseñado después de haber sido premiado con una beca federal al comienzo de la cuarta temporada. Es dirigido por el Teniente Horatio Caine junto con su asistente Calleigh Duquesne. La serie cubre el turno de día del laboratorio de Miami.

- CSI: New York es el único programa en el que había dos laboratorios. El primero en un viejo edificio de rústicos ladrillos, paredes con paneles y con la mayoría de los equipamientos de laboratorio. El segundo, ubicado en un edificio de oficinas (piso 35) con paredes de cristal, este fue volado en el final de la temporada tres ("Snow Day"), pero desde entonces ha sido restaurado. Ambos, están a cargo del supervisor, csi y detective Mac Taylor, con su asistenta Stella Bonasera. La serie se enfoca en el turno de día y de noche del laboratorio criminalista de New York.

## Spin-offs

### Cómics
IDW Publishing ha publicado una serie de historietas basadas en las 3 series de la franquicia. Los escritores incluyen a Max Allan Collins.

### Juegos
La franquicia CSI ha generado una serie de videojuegos de ordenador, con cuatro basados en el equipo de Las Vegas, y el quinto en el de Miami.
Gameloft ha publicado también una serie de juegos móviles basados en la serie CSI, incluyendo CSI: The Game Mobile (Las Vegas) y CSI: Miami.
Además, varios juegos de mesa se han basado en la serie, tanto en la original CSI de Las Vegas como en el spin-off CSI: Miami. Los juegos fueron publicados por la empresa fabricante Specialty Board Games, Inc. originaria de Canadá.

### Páginas Web
El sitio onthescenenews.com mencionó en el episodio "Bloodline" (serie 5, episodio 9) un sitio web "secreto" donde se encuentra material extra de la serie.

### Revista
Titan Magazines publicó CSI Magazine (Revista CSI), que comenzó a mediados de noviembre de 2007. Esta contenía una mezcla de información y entrevistas que se adentraban en el mundo CSI, y de la gente que lo hacía posible. Actualmente se encuentra disponible en el Reino Unido y en Estados Unidos.

### Novelas
Varias novelas han aparecido basadas en las series. Los autores incluyen a Max Allan Collins (CSI), Donn Cortez (CSI: Miami) y Stuart M. Kaminsky (CSI: NY).

### Juguetes
Una variada gama de juguetes se han desarrollado. Estos incluyen:
- "CSI: Forensics Lab" (CSI: Laboratorio Forense)
- "CSI: DNA Laboratory" (CSI: Laboratorio de ADN)
- "CSI: Forensic Facial" (CSI: Facial Forense)

Sin embargo, han sido fuente de controversia. El Consejo de Padres para la Televisión (PTC, Parents Television Council), se ha quejado de la serie CSI en general, publicando una declaración dirigida específicamente a los juguetes:
En un correo electrónico enviado a sus partidarios, la PTC dijo que este tipo de contenido era totalmente inadecuado exponerse para los niños "porque la franquicia CSI a menudo muestra imágenes gráficas, incluyendo primeros planos de cadáveres con heridas de bala y otras heridas con sangre."
...
"El PTC no cree que la recreación de la sangre, las tripas y el gore deban estar bajo el árbol de navidad de un niño este año," concluyó el PTC. "Este llamado "juguete" es un intento descarado del mercado CSI por dirigir su contenido que es de los adultos, directamente a los niños". Instando a sus miembros a presentar una queja ante la Comisión Federal de Comercio, la PTC les hizo saber a la CBS y a la compañía Viacom, que necesitan escuchar a los padres que están preocupados por la "escenas gráficas de sangre, violencia y sexo" en sus productos. Ellos también le están pidiendo a sus partidarios ponerse en contacto con las compañías Target y Toys "R" Us.

### Parque de atracciones
El "CSI: Live" ha sido realizado en Six Flags Magic Mountain, cerca de Los Ángeles, con investigadores intentando determinar quien cometió un asesinato en un show lleno de magia, con los espectadores como sospechosos. El show se realizará este año en el Freestyle Music Park en Myrtle Beach, Carolina del Sur.

## Documentales
Debido a la popularidad de la franquicia CSI en el Reino Unido, Five ha creado dos documentales sobre CSI. El primero llamado The Real CSI, que sigue a los investigadores hacia una escena del crimen. El segundo, llamado True CSI, muestra como la verdadera ciencia forense ha ayudado a resolver los crímenes más conocidos y complicados del mundo. En True CSI se muestran entrevistas con personas involucradas en la solución de los crímenes, cabe destacar el famoso caso de Sam Sheppard.
A principios de 2007, el canal británico ITV emitió un especial de su documental estrella "Tonight With Trevor McDonald", discutiendo acerca de las ramificaciones del efecto CSI, destacando no solo la franquicia, sino que también, las marcas dejadas por otras series policiales británicas y estadounidenses en la televisión.
La popularidad de la serie ha generado también programas de documentales forenses, incluyendo el del canal A&E, The First 48 y el de truTV, North Mission Road.

## Transmisión de la franquicia
En algunos países, la franquicia CSI llegó a tal popularidad, que algunos canales poseen los derechos de transmisión de todas las series de la franquicia:
- Argentina: Canal 9,SONY, AXN y TNT Series.
- Chile: Canal 13, AXN y TNT Series.
- Colombia: AXN CityTV RCN (Anteriormente)
- Ecuador: Teleamazonas
- España: FDF, AXN, Telecinco, Cuatro, Fox y Energy.
- Perú: ATV
- Uruguay: Canal 10
- Venezuela: Televen y AXN
- Costa Rica: Teletica
- Puerto Rico: WAPA TV Canal 4
- El Salvador: Canal 2 y AXN
- México: AXN y TNT Series.